# Road of Resistance
«Road of Resistance» es una canción de la banda Babymetal. La canción fue lanzada en Japón como un sencillo digital el 1 de febrero de 2015, que sirve como el primer sencillo internacional de la reedición del álbum Babymetal, así como el tema de apertura de Metal Resistance siendo el primer sencillo.

## Antecedentes
La canción se estrenó en un concierto como parte de la Babymetal Volver a los EE. UU./Reino Unido tour 2014 en el O2 Academy Brixton. La canción fue apodado "The One" por los aficionados, después de las últimas líneas de la narración que preceden a la actuación. Sin embargo, el título más tarde sería utilizado para otra canción en el segundo álbum de la banda.
La canción fue lanzada por primera vez como una pista adicional digital del álbum en directo Live at Budokan: Red Night antes de convertirse en un sencillo digital dedicado. La pista cuenta con los miembros de DragonForce, Herman Li y Sam Totman que colaboraron en la pista, a pesar de que no retienen créditos de la escritura y sin créditos en diversas regiones de la reedición del álbum Babymetal, en la que aparece la canción como una pista adicional. La canción también está configurada para aparecer como la primera pista en segundo esfuerzo Metal Resistance.

## Descarga digital
Todas las canciones escritas y compuestas por Babymetal. 
| N.º | Título               | Duración |  |
| 1.  | «Road of Resistance» | 5:19     |  |

## Lista
| Lista (2015)                     | Posiciones |
| -------------------------------- | ---------- |
| US Billboard World Digital Songs | 22         |

## Personal
| Babymetal - Su-metal - voz principal - Yuimetal - voz - Moametal - voz | Créditos - Sam Totman - guitarra - Herman Li - guitarra - Ettore Rigotti - masterización |